# Freltofte
Freltofte er en lille landsby i Nørre Lyndelse Sogn på Midtfyn beliggende 7 kilometer fra Ringe og knap 15 kilometer fra Odense. Landsbyen befinder sig i Faaborg-Midtfyn Kommune og hører til Region Syddanmark. 
Ejerlavet omkring landsbyen er på 422 ha., men har oprindeligt været større, da bebyggelsen Søsted er udstykket fra Freltofte jord af Herregården Bramstrup i sidste halvdel af 1700-tallet, og der er foretaget reguleringer i forbindelse med udskiftningen. Lokaliteten "Bregnebjerg" der i dag ligger i Sdr. Højrup, regnedes i 1600-tallet til Freltofte.
Ejerlavet var fra gammel tid præget af store eng- og mosearealer. Freltofte Mose er endnu et stort – omend tilgroet – moseareal.

## Landsbyens historie
Freltofte er sandsynligvis dannet i Vikingetiden, selv om der er fundrester af bebyggelse fra romersk jernalder.
Byer med navneendelsen – tofte, kendes fra danernes bosættelser i Normandiet og Danelagen i England, år 800-900, og betegner det areal landsbyens gårde og huse lå på, og som var undraget det almindelige landsbyfællesskab, dvs. det areal hvorpå bygningerne, haven og evt. græsfold til kalve m.m lå på.
"Frel" betyder måske Frille. Måske har en vikingehøvding/stormand, givet sin elskerinde en lille landsby i gave!
Freltofte lå (og ligger) i det sydligste af Åsum Herred, i et forholdsvist øde område hvor flere Herredsgrænser mødtes. Freltofte orienterede sig mod nord, og havde i Vikingetiden/tidlig middelalder mønstret til lednings-flåden ved Seden Strand, og havde søgt Aasum Herreds-ting.
I 1688 var 47 pct. af jorden opdyrket, og da landsbyen havde trevangsbrug, hvor 1/3 af ageren henlå til græsning, vil det sige, at der dengang kun var korn i ca. 65-70 ha. !
Det ældste bevarede skriftlige belæg for byen stammer fra 1498.
I år 1511 var alle mændene i landsbyen optegnet i skattemandtallet i Næsbyhoved Lens regnskab. Danmark var endnu et katolsk land, og Kong Hans's enkedronning boede på Næsbyhoved Slot, som en del af hendes livgeding – hun levede af lenets indtægter.
Byen bestod da af 12 gårde, som sandsynligvis hørte under den lille land-adelgård Lundbygordt i nabolandsbyen Lumby.
Senere i 1500-tallet var flere af gårdene i Freltofte underlagt Søbysøgård, og i 1600-tallet besad Vejlegård under Ellen Marsvins ejerskab en del af fæstegårdene i Freltofte.
I midten af 1600-tallet, under Svenskekrigene, var der stor armod i Freltofte, og der lå flere ødegårde.
I 1700-tallet var det især Nordskov og Bramstrup, der ejede fæstegårde i Freltofte.
Freltoftes jorder blev udskiftet i 1796, hvorved landsbyfælleskabet ophævedes, og hver gård fik sin jord samlet.
De gamle gårde blev liggende på deres oprindelige pladser, men der blev nyopført en del nye huse på marken.
Bramstrupgårdene blev først solgt til selveje i begyndelsen af 1800-tallet af de berygtede godsslagtere Hillerup/Hansen.
I år 1800 var Bramstrup fæstegårdene i Freltofte solgt til selveje, og de lå alle i den nordlige del af Freltofte, og var lidt større end de andre gårde i byen.
Størst var gård matr. nr.1 – "Bækgård" – på over 100. tdr. land. Napoleonskrigene, tabet af flåden- og Norge, og den derefter følgende statsbankerot, gav stor armod i landet, og de nye selvejere ønskede sig snart tilbage til de gode gamle fæste-tider.
Bækgården blev voldsomt udstykket, og 100 år efter betegnedes den som et "boelssted".
Denne stilstandskrise varede til omkring 1830, hvor en ny velstandsperiode begyndte pga. gode kornpriser.
På dette gunstige tidspunkt i 1831 solgte Major Sehested på Nordskov sine fæstegårde i Freltofte, der alle var på ca. 57 tdr. land.
Fra omkring 1840 blev der udstykket mange huse, hvor fattigfolk levede på et minimalt eksistensgrundlag, og det var især på de ringeste landbrugsjorder. Det var især på det gamle hede/overdrevsland ved Jyllandsgyden og på Freltofte Mose. 
I 1787 var folketallet i Freltofte, 106 indbyggere. I 1845 var der 288 personer, og i 1880 toppede befolkningtallet med omkring 420 personer. Nu begyndte byernes gryende industrier at lokke den fattige del af landbefolkningen ind til brokvartererne, og mange udvandrede til Amerika.
|  | Denne artikel om lokaliteten Freltofte kan blive bedre, hvis der indsættes et (bedre) billede. Du kan hjælpe ved at afsøge Wikimedia Commons for et passende billede eller lægge et op på Wikimedia Commons med en af de tilladte licenser og indsætte det i artiklen. |

55°17′5″N 10°25′20″Ø / 55.28472°N 10.42222°Ø